# Cercle nautique de France
 (juin 2014).
Si vous disposez d'ouvrages ou d'articles de référence ou si vous connaissez des sites web de qualité traitant du thème abordé ici, merci de compléter l'article en donnant les références utiles à sa vérifiabilité et en les liant à la section « Notes et références ».
Pour les articles homonymes, voir CNF.
Le Cercle nautique de France est un club français d'aviron basé à Neuilly-sur-Seine. Créé en 1875 à Courbevoie, il se situe aujourd'hui au rez-de-chaussée du complexe sportif de l'île du Pont de Neuilly-sur-Seine.

## Histoire du Cercle nautique de France

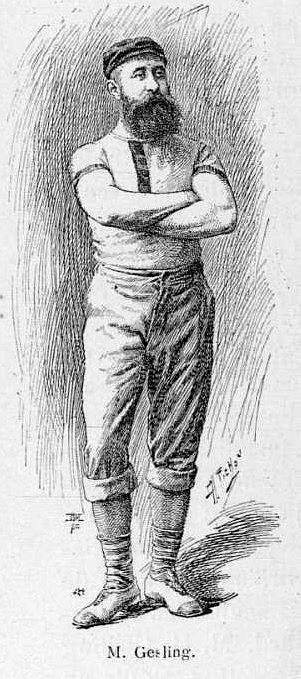
Reginald Gesling vers 1870 (Champion de la Seine en 1868 et 1869, puis de 1871 à 1874, en skiff).

Fondé par Adrien Fleuret (1835-1912), le Cercle Nautique de France naît du départ de Reginald Gesling, sextuple détenteur du titre de champion de la Seine, de la Société des régates parisiennes Rowing club qui ne fut pas admis à courir au championnat de la Seine de 1875 pour défendre son titre à la suite d'un malentendu qui reste inexpliqué.
Cet incident, joint à d'autres motifs latents, eut pour conséquence la fondation immédiate par Adrien Alphonse Fleuret du Cercle nautique de France à Courbevoie. 
Dès 1876, les rameurs du Cercle nautique de France fondent la Société nautique de la Marne : rééquilibrage à l'Est, car le Sport nautique de la Seine, si controversé, avait disparu en 1868. Une célèbre équipe allait s'illustrer sur les bassins : "l'Impromptu", avec Lein, Winter, Gesling, Gaudin, Monney et Lambert.
Pour parer aux conflits qui pouvaient naître de la direction des régates sur la Seine et la Marne, un traité d'union fut signé au cours de l'année 1877 entre les trois sociétés parisiennes :
- la Société nautique de la Marne se réservait la direction des régates de la Marne et de la haute Seine ;
- le Rowing Club s'attribuait celles de la Basse Seine et de l'Oise ;
- le Cercle nautique de France conservait l'organisation de la course annuelle du championnat.
Quant aux régates données dans l'intérieur de Paris, elles devaient être dirigées en commun par les trois sociétés. Et dès 1878 des régates furent organisées à Paris le 18 août dans le bassin compris entre le pont de Grenelle et le viaduc d'Auteuil (aujourd'hui disparu).
Un autre personnage influent de cette époque fut Alexandre Lein ; rameur exceptionnel, il remportait régulièrement le championnat en skiff, tout en étant un élément de « pointe » du fameux Impromptu. Mais il avait aussi des idées en matière de construction nautique, et fut à l'origine de la « yole tangentielle » qui servit par la suite de modèle à toutes les yoles de course. C'est aussi en 1878 que fut achevée la construction du premier "boatclub" du CNF à Courbevoie en aval de l'actuel pont de Levallois, non loin du Rowing club à Asnières, et tout près du lieu où viendra s'installer quatre ans plus tard la SN Basse Seine.

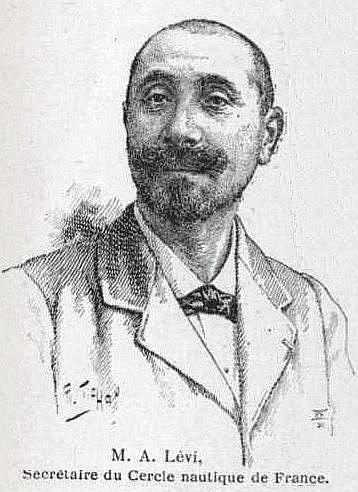
A. Lévi, Secrétaire du Cercle nautique de France, en 1895.

Du coup Lein et ses équipiers reviennent en Seine, et les succès vont s'accumuler pour le Cercle Nautique durant plusieurs années, en France et à l'étranger. Ces jeunes gens étaient en effervescence perpétuelle, et ne tenant pas en place, fondèrent en 1882 le Cercle de l'aviron de Paris.
Cette même année, à l'initiative de l'incontournable Adrien Fleuret, le CNF organisa le premier congrès des sociétés françaises d'aviron : ainsi fut fondée l'Union des Sociétés d'aviron en France, qui devait engendrer quelques années plus tard la Fédération française des sociétés d'aviron.
Le CNF se dépensait tous azimuts pour la promotion de l'aviron : création du championnat de France à un rameur, premières régates scolaires, défilé devant l'île Seguin de plusieurs centaines d'embarcations, organisation des épreuves d'aviron, dans le cadre des "Lendits de la Jeunesse" : plus de 10 000 spectateurs acclamèrent les rameurs sur le lac du bois de Boulogne!

### L’âge d'or avant les conflits mondiaux

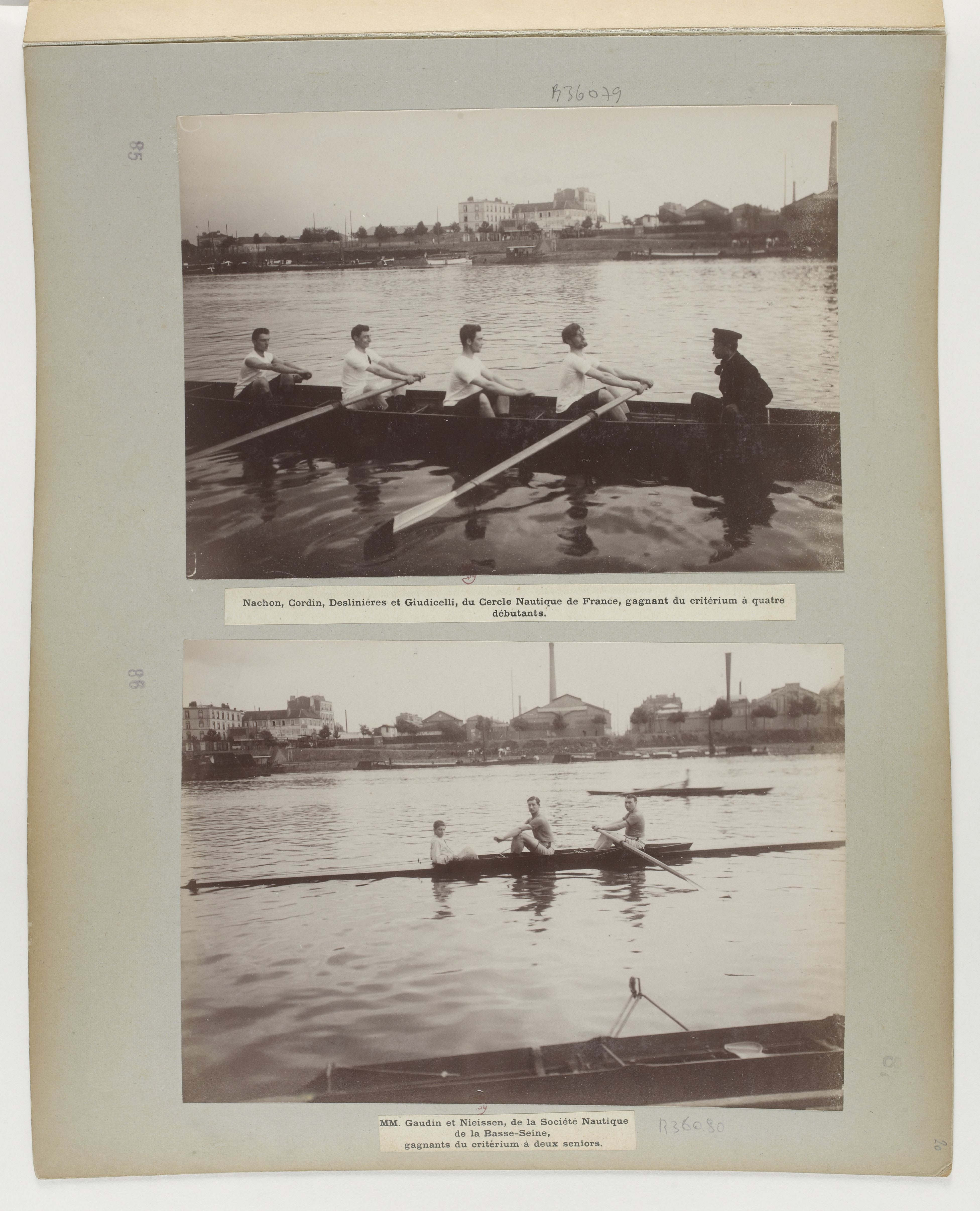
Équipe gagnante du Cercle nautique de France à l'ouverture de la saison d'aviron le 21 mai 1900, bassin de Courbevoie-Asnières.

Le début du XXe siècle vit un nouvel élan des équipes de compétition du Cercle après l'inauguration en 1906 d'un nouveau "Cercle Garage," - toujours à Courbevoie, mais en amont du pont de Levallois - le Cercle nautique de France va connaître son âge d'or, interrompu par le conflit mondial. En l'espace de cinq ans, de 1908 à 1912, le CNF enlève dix titres de champion de France, avec en particulier un rameur hors pair, Delaplane, multiple vainqueur en skiff et en double scull avec Rocchesani, (y compris les championnats d'Europe de 1910), et que l'on retrouvait en pointe dans un fameux huit mixte CNF, SNBS et Rowing, champion de France et d'Europe en 1909, avec l'équipage Roche, Herbinet, Delaplane, Monnot, T. Barrelet, Motti, M. Lejeune et R. Lejeune ; barreur : Médecin. Un équipage bien soigné !
Comme pour les autres sociétés, la guerre de 14-18 fut un arrêt brutal, et le Cercle reprit son activité sous la présidence de Paul Flouest, puis Marius Combes, sans retrouver les résultats d'antan; mais la flamme - rouge, bien sûr - demeurait et le CNF poursuivait ses actions de propagande, œuvrant en particulier pour le développement de l'aviron féminin, avec le patronage du club de rameuses Academia sur le Marne.
Dans les dernières années précédant la deuxième guerre mondiale, les inscriptions reprirent de plus belle et parmi les nouveaux membres figurait un certain Raymond Salles à l'aube de sa grande carrière. Un huit de qualité est constitué par le capitaine d'entraînement C-P. Bernard pour un match annuel qui vient d'être conclu avec l'US Métro, alors à l'apogée ; sur le parcours de plus de 4 000 mètres le CNF ne peut résister en fin de parcours au puissant enlevage de son rival.
Le deuxième conflit mondial ralentit à peine le nouvel élan du Cercle ; dès 1941, les compétitions reprenaient :
nouveau match en huit avec l'US Métro, régates du Cercle, et surtout développement d'une section féminine, grâce à l'admirable Juliette Valbonnet, et ouverture d'une sections universitaires, pour tenter d'appliquer en France les principes anglo-saxons de formation des futures élites de la nation. En outre, une large politique d'ouverture aux entreprises témoignait de la créativité permanente du Cercle Nautique de France. Le président Marc Saurel rassemblait toutes ces énergies en lançant un bulletin intérieur : "La voix du Cercle" en 1943, tandis qu'un match à huit était organisé avec la toute jeune section aviron de l'ACBB.
Et le 31 décembre de cette même année, le pavillon nautique était entièrement détruit par un bombardement aérien ; le gardien était tué, alors qu'il préparait le réveillon des rameurs. Mais les membres du CNF avaient les ressources morales pour ne pas se laisser abattre par un tel coup du sort.
Après avoir pensé établir un ponton flottant, puis envisagé de s'installer à la pointe aval de l'île du Pont de Neuilly - une idée qui fera son chemin -, le président Marc Saurel adopte la proposition de Léon Cibié d'aménager sur place un garage provisoire. À la libération, c'est Pierre Cibié qui prend la présidence du Cercle, mais les occupations de ce grand industriel lui permettent de consacrer qu'un temps limité aux activités nautiques, et c'est Jean Paquier, vice-président délégué, qui assure la coordination de la petite équipe de fidèles qui poursuivent la mission du Cercle ; son nom est d'ailleurs attribué au prix qui récompense encore aujourd'hui, le rameur ou la rameuse qui possède, en plus de ses résultats sportifs, les meilleurs qualités morales.
La "vocation" Universitaire du CNF mène en 1955 à une association avec le PUC, et la société modifie son identité, en prenant le nom de Cercle Nautique de France universitaire (CNFU), une décision d'afficher sa volonté de promouvoir l'aviron dans les milieux estudiantins.
Et c'est en 1959 que s'achève la longue époque courbevoisienne : quatre-vingt-quatre ans de périodes plus ou moins fastes, à proximité de deux autres grands de l'aviron français.

### Implantation à Neuilly
Le no 2 de la Voix du Cercle publié en novembre 1956 évoquait l'impatience des membres du CNFU de voir s'achever les travaux de construction sur l'île du Pont de Neuilly, la volonté de la commission sportive de retrouver les succès de naguère, le désir de poursuivre le match annuel avec l'ACBB (13e édition: le Cercle mène par sept victoires à six), les succès des équipes universitaires, en particulier l'école Polytechnique, quatre fois seconde en quatre barré aux championnats de France OSSU (l'ancêtre des UNSS/FNSU). En 1959, l'emménagement dans les nouvelles installations de l'île du Pont de Neuilly permit d'offrir un cadre bien plus propice à de telles activités. Afin de donner le ton à cette ère nouvelle, le président Pierre Cibié n'hésitait pas à rappeler, dans un style paradoxal, les « dix moyens certains de tuer une association ». Évidemment, les sociétaires du Cercle en prirent le contrepied, et, grâce au dévouement de François Coursaget, sous les présidences de Pierre Cibié, Robert Saintoin et Daniel Dupuy, avant d'être lui-même président de 1985 à 1987, les équipes de compétition du CNFU vont retrouver le niveau des heures glorieuses du premier CNF.
À partir de 1969 les titres de champion de France vont revenir sous les pelles écarlates, avec un doublé Michel Stephan en skiff junior et Jacqueline Kustner-Josiane Massiasse en deux de couple (qui se classèrent au 3e rang en quatre de couple aux championnats d'Europe de 1971) ; avec Michel Stephan et Vincent Jumeaux, champions de France 1971 et 1972 en deux sans barreur, le CNFU se classa en tête des sociétés d'Île-de-France, ces deux années-là.
En 1978 prend fin l'association avec le PUC, et la société reprend son appellation d'origine. Elle n'en perd pas pour autant sa vocation universitaire, établissant des partenariats avec tout d'abord l'ENA et Sciences Po., puis les ENS des Mines de Paris, des Télécom., des Techniques avancées, l'École nationale des douanes et l'université de Paris-Dauphine.
Dans les aunées 1980, de nouveaux titres de champion de France furent enlevés par les rameurs du CNF : doublé en 1982 pour de jeunes équipages : Marc Vouret et Albert Bencheton en deux sans barreur cadets, Claire L'Hospitalier et Marie-Caroline Pelou en deux de couple juniors femmes; en 1988, quatre yolette minimes et en 1990 en quatre de couple seniors hommes (Marc Beaujois, Marc Vouret, Laurent Stenger, Benoît Le Delezir) ; depuis plus de titres, mais de nombreux bateaux médaillés, et en 1996, un succès qui résume la politique d'ouverture du Cercle: la victoire en course de démonstration à Mâcon du huit féminin à pelles écarlates.
Pendant plus de vingt ans, Philippe Moras a été à la direction du club situé entre la Défense et l'Arc de Triomphe ; bien que le mot universitaire ait disparu de l'enseigne, l'esprit universitaire est profondément ancré au CNF ; les liens étroits avec l'interclubs des grandes écoles montrent qu'il y a place pour le sport pendant, mais aussi après les études, et que les luttes professionnelles pourraient s'inspirer des joutes nautiques.  Élisabeth Chainet lui a succédé en 2008 et a aujourd'hui laissé la barre à Emmanuel Audousset.